# Olgyay Miklós
Olgyay Miklós (Letenye, 1904. május 15. – Budapest, 1958. november 29.) magyar növénypatológus, mikológus, egyetemi tanár, a mezőgazdasági tudományok kandidátusa (1952).

## Életpályája
1929-ben szerzett oklevelet a közgazdasági egyetem mezőgazdasági szakán. 1934-ben doktori oklevelet nyert a növénykórtan tárgykörből. 1927-től a közgazdasági, majd a műegyetem mezőgazdasági karán volt gyakornok, tanársegéd, majd adjunktus, 1941–1947 között kísérletügyi főadjunktus a Növényvédelmi Kísérleti Intézetben. 1944-ben egyetemi m. tanár, 1947-ben egyetemi tanár lett a közgazdasági karon, 1948- tól az Agrártudományi Egyetem Kertészeti Karán, majd 1953-tól a Kertészeti Főiskolán.

## Munkássága

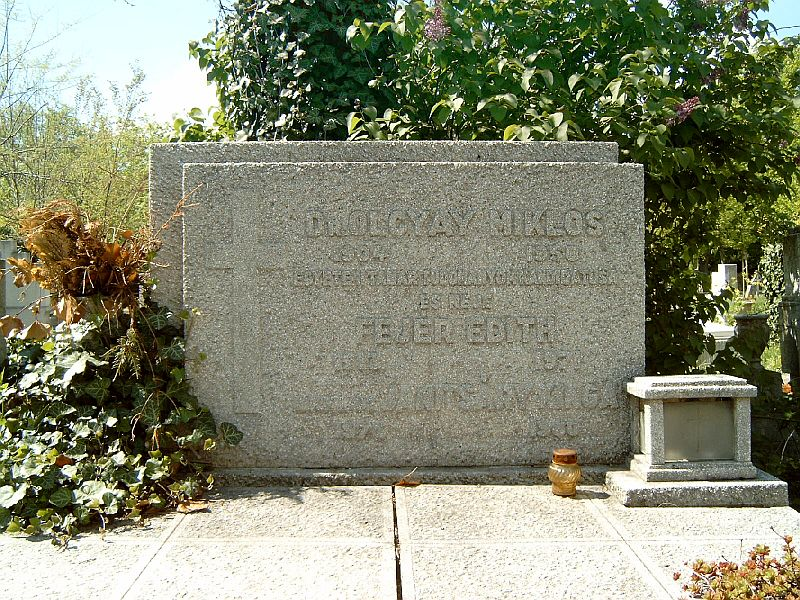
Olgyay Miklós sírja

Tudományos munkássága nagyrészt a kultúrnövényeket károsító gombák vizsgálatára terjedt ki, kísérleti és irodalmi tevékenységet egyaránt folytatott.
Budapesten, 54 évesen hunyt el 1958. november 29-én.

## Főbb munkái
- Növénykórtan (Mikológiai rész, tankönyv, Budapest, 1938, 1951)
- Kertészeti növénykórtan (Budapest, 1953)